# دانشگاه همدرد
دانشگاه همدرد (هندی: जामिया हमदर्द، انگلیسی: Jamia Hamdard) (معروف به جامعه همدرد)  نام دانشگاهی در شهر دهلی نو کشور هند می‌باشد. این دانشگاه، با اینکه به طور غیررسمی از سال ۱۹۰۶ میلادی، برابر با ۱۲۸۵ خورشیدی، با افتتاح کلینیک طب یونانی کوچکی به وسیله حکیم حافظ عبدالمجید شروع به‌کارکرد، ولی به طور رسمی در سال ۱۹۸۹ میلادی، برابر با ۱۳۶۷ خورشیدی با شعار کتاب (قرآن) و حکمت (انگلیسی: The Book And  Wisdom) (برگرفته از سوره جمعه) افتتاح گردید.
این دانشگاه برنامه‌های تحصیلات تکمیلی فراوانی در رشته‌های پزشکی، داروسازی، پرستاری، ریاضی، شیمی، بیوشیمی، فناوری اطلاعات، علوم کامپیوتر، مطالعات اسلامی، علوم اجتماعی و دیگر رشته‌ها پیشنهاد می‌کند.

## افراد

### دانش‌آموختگان
- حسن بلخاری، استاد و مدیر گروه مطالعات عالی هنر در پردیس هنرهای زیبای دانشگاه تهران و نیز عضو هیئت علمی دانشگاه تهران.